# Hohenstein (Turíngia)
Hohenstein é um município da Alemanha localizado no distrito de Nordhausen, estado da Turíngia.